# Don’t Come Home a Drinkin’ (With Lovin’ on Your Mind)
Az 1967-es Don't Come Home a Drinkin' (With Lovin' on Your Mind) Loretta Lynn hetedik nagylemeze. Ezzel az albummal lett Lynn az első aranylemezes női előadó. Szerepel az 1001 lemez, amit hallanod kell, mielőtt meghalsz című könyvben.

## Az album dalai
|     | Cím                                                    | Szerző(k)                          | Hossz |
| --- | ------------------------------------------------------ | ---------------------------------- | ----- |
| 1.  | Don't Come Home A' Drinkin' (With Lovin' on Your Mind) | Lynn, Peggy Sue Wells              | 2:06  |
| 2.  | I Really Don't Want to Know                            | Howard Barnes, Don Robertson       | 2:56  |
| 3.  | Tomorrow Never Comes                                   | Johnny Bond, Ernest Tubb           | 2:42  |
| 4.  | There Goes My Everything                               | Dallas Frazier                     | 2:46  |
| 5.  | The Shoe Goes on the Other Foot Tonight                | Billy Mize                         | 4:20  |
| 6.  | Saint to a Sinner                                      | Betty Sue Perry                    | 2:27  |
| 7.  | The Devil Gets His Dues                                | Darrell Statler                    | 2:14  |
| 8.  | I Can't Keep Away from You                             | Darrell Statler                    | 2:00  |
| 9.  | I'm Living In Two Worlds                               | Jan Crutchfield                    | 2:42  |
| 10. | Get What 'Cha Got and Go                               | Lynn, Ron Williams, Leona Williams | 2:00  |
| 11. | Making Plans                                           | Voni Morrison, Johnny Russell      | 2:00  |
| 12. | I Got Caught                                           | Lynn                               | 2:01  |

## Helyezések, minősítések

### Album
| Év   | Lista                    | Helyezés |
| ---- | ------------------------ | -------- |
| 1967 | Billboard Country Albums | 1        |
| 1967 | Billboard Pop albums     | 80       |

| Ország     | Minősítés |
| ---------- | --------- |
| USA (RIAA) | Arany     |

### Kislemezek
| Év   | Kislemez                                               | Lista                     | Helyezés |
| ---- | ------------------------------------------------------ | ------------------------- | -------- |
| 1967 | Don't Come Home A' Drinkin' (With Lovin' on Your Mind) | Billboard Country Singles | 1        |

## Közreműködők
- Loretta Lynn – ének